# مارغريت مكنمارا
مارغريت مكنمارا (بالإنجليزية: Margaret McNamara)‏ هي مُدرسة أمريكية، ولدت في 22 أغسطس 1915 في سبوكين في الولايات المتحدة، وتوفيت في 3 فبراير 1981 في واشنطن العاصمة في الولايات المتحدة.